# Claybrooke Magna
Claybrooke Magna är en ort och civil parish i Storbritannien.   Den ligger i grevskapet Leicestershire och riksdelen England, i den södra delen av landet, 130 km nordväst om huvudstaden London. Claybrooke Magna ligger 113 meter över havet och antalet invånare är 613.
Terrängen runt Claybrooke Magna är platt, och sluttar norrut. Runt Claybrooke Magna är det ganska tätbefolkat, med 166 invånare per kvadratkilometer. Närmaste större samhälle är Leicester, 18,9 km nordost om Claybrooke Magna. Trakten runt Claybrooke Magna består till största delen av jordbruksmark.